# Liste der Hochhäuser in Michigan
In der Liste der Hochhäuser in Michigan werden die Hochhäuser im US-Bundesstaat Michigan ab einer strukturellen Höhe von 100 Metern aufgezählt. Das bedeutet die Höhe bis zum höchsten Punkt des Gebäudes ohne Antenne. Aufgezählt werden nur fertiggestellte und im Bau befindliche Hochhäuser.

## Auflistung der Hochhäuser nach Höhe
| Nr. | Name                             | Stadt        | Höhe                          | Etagen | Baujahr | Status |
| --- | -------------------------------- | ------------ | ----------------------------- | ------ | ------- | ------ |
| 1.  | Renaissance Center               | Detroit      | 221,5 m                       | 70     | 1977    | Erbaut |
| 2.  | One Detroit Center               | Detroit      | 188,7 m                       | 43     | 1993    | Erbaut |
| 3.  | Greater Penobscot Building       | Detroit      | 172,2 m                       | 47     | 1928    | Erbaut |
| 4.  | Renaissance Center Tower 100-400 | Detroit      | 159,2 m                       | 39     | 1977    | Erbaut |
| 5.  | Guardian Building                | Detroit      | 151 m                         | 40     | 1929    | Erbaut |
| 6.  | 150 West Jefferson               | Detroit      | 147,8 m (Höhe bis zur Spitze) | 26     | 1989    | Erbaut |
| 7.  | Book Tower                       | Detroit      | 144,8 m                       | 38     | 1926    | Erbaut |
| 8.  | Fisher Building                  | Detroit      | 135,3 m (Höhe bis zur Spitze) | 30     | 1928    | Erbaut |
| 9.  | Cadillac Tower                   | Detroit      | 133,4 m                       | 40     | 1927    | Erbaut |
| 10. | David Stott Building             | Detroit      | 133,1 m                       | 37     | 1929    | Erbaut |
| 11. | One Woodward Avenue              | Detroit      | 131,1 m                       | 28     | 1963    | Erbaut |
| 12. | River House Condominiums         | Grand Rapids | 123,8 m                       | 34     | 2008    | Erbaut |
| 13. | 3000 Town Center                 | Southfield   | 122,4 m                       | 32     | 1975    | Erbaut |
| 14. | 1000 Town Center                 | Southfield   | 120,4 m                       | 28     | 1989    | Erbaut |
| 15. | McNamara Federal Building        | Detroit      | 119,8 m                       | 27     | 1976    | Erbaut |
| 16. | DTE Energy Plaza Building        | Detroit      | 114,3 m                       | 25     | 1971    | Erbaut |
| 17. | 2000 Town Center                 | Southfield   | 112,9 m                       | 28     | 1986    | Erbaut |
| 18. | David Broderick Tower            | Detroit      | 112,6 m                       | 35     | 1928    | Erbaut |
| 19. | 211 West Fort Street             | Detroit      | 112,1 m                       | 27     | 1963    | Erbaut |
| 20. | Buhl Building                    | Detroit      | 111,6 m                       | 29     | 1925    | Erbaut |
| 21. | Westin Book-Cadillac Detroit     | Detroit      | 106,4 m (Höhe bis zur Spitze) | 29     | 1924    | Erbaut |
| 22. | Greektown Casino Hotel           | Detroit      | 106,1 m                       | 30     | 2009    | Erbaut |
| 23. | National City Center             | Troy         | 105,6 m                       | 25     | 1975    | Erbaut |
| 24. | Plaza Towers                     | Grand Rapids | 105,2 m                       | 34     | 1991    | Erbaut |
| 25. | First National Building          | Detroit      | 103,9 m                       | 26     | 1930    | Erbaut |
| 27. | Renaissance Center Tower 500-600 | Detroit      | 103,4 m                       | 21     | 1981    | Erbaut |
| 28. | 1001 Woodward                    | Detroit      | 103 m                         | 23     | 1965    | Erbaut |
| 29. | Millender Center Apartments      | Detroit      | 101,1 m                       | 33     | 1985    | Erbaut |
| 30. | American Center                  | Southfield   | 100,9 m                       | 26     | 1975    | Erbaut |
| 31. | 5000 Town Center                 | Southfield   | 100 m                         | 33     | 1983    | Erbaut |